# When I Wasn't Watching
When I Wasn't Watching es una canción de Mandy Moore. Lanzada el 17 de septiembre de 2019, como primer sencillo de su próximo séptimo álbum de estudio, por Verve Forecast Records. La canción fue escrita por Jason Boesel, Moore, Mike Viola y Taylor Goldsmith, producida por Viola. Es su primer sencillo lanzado luego de «I Could Break Your Heart Any Day of the Week» en 2009.

## Antecedentes
En julio de 2018, Mandy Moore anunció que ella estaba de regreso en el estudio de grabación y trabajando en nueva música; en una publicación de sus redes sociales, dijo: "Es hora. Lo extraño. Ya no tengo miedo. No más excusas. No más permitir que las inseguridades de otra persona dicten mi relación con la música y el canto. Boom. Además, esto es solo una pequeña demostración de algo en lo que @themikeviola y yo trabajamos ayer ... pero aún así, es un comienzo ". En junio de 2019, ella reveló que estaba trabajando con su esposo, el músico Taylor Goldsmith, en nueva música, y para agosto, ella le dijo a Entertainment Tonight que la música llegaría "pronto", luego clarificó el lanzamiento como "inminente". Ese mismo mes, dijo del lanzamiento de nueva música en sus redes sociales, con el subtítulo "Estén atentos".
Tras el lanzamiento de la canción, Moore emitió una declaración que decía: "La idea de volver a sumergirme en la música después de tanto tiempo y un cambio personal fue realmente intimidante para mí por un tiempo. Pero finalmente me di cuenta: soy la única persona que puede haz este movimiento, todo tiene que comenzar conmigo.

## Vídeo Musical
El video musical fue publicado el mismo día que la canción. Fue dirigida por Lauren Dukoff.

## Créditos
Créditos adaptados de TIDAL.
- Jason Boesel - vocalista de fondo, compositor, guitarra, letrista.
- David Boucher - ingeniero de grabación, personal de estudio.
- Eric Boulanger - ingeniero de masterización, personal de estudio.
- David Cerminara - mezclador, personal de estudio.
- Davey Faragher - bajo eléctrico.
- Taylor Goldsmith - compositor, letrista.
- Mandy Moore - compositor, letrista, vocalista.
- Wesley Seidman - asistente de ingeniero de grabación, personal de estudio.
- Mike Viola - vocalista de fondo, compositor, guitarra, letrista, mezclador, piano, productor, ingeniero de grabación, personal de estudio.

## Charts
| Chart (2019)                                    | Peak position |
| ----------------------------------------------- | ------------- |
| Estados Unidos (Alternative Digital Song Sales) | 24            |

## Lanzamiento
| País   | Fecha                    | Formato                    | Compañía               | Ref. |
| ------ | ------------------------ | -------------------------- | ---------------------- | ---- |
| Varios | 17 de septiembre de 2019 | Descarga digital streaming | Verve Forecast Records |      |